# Армия Селевкидов
А́рмия Селевки́дов — армия созданной Селевкидами империи, одного из многочисленных эллинистических государств, образовавшихся после распада империи Александра Македонского.
Как и другие армии эллинистических государств, армия Селевкидов придерживалась греко-македонской тактики ведения войны, то есть её основной ударной силой была фаланга. Фаланга представляла собой многочисленный плотный строй солдат, вооружённых небольшими щитами и длинными пиками под названием «сариса». Собственно фаланга появилась в македонской армии в правление Филиппа II Македонского, отца Александра, который также использовал подобное построение на поле боя. Однако Селевкиды полагались не только на фалангу. Особенности географического положения государства Селевкидов — области с развитым коневодством и соседство с государствами, в армиях которых конница играла значительную роль, — привели к тому, что в армии Селевкидов важную роль со временем стала играть кавалерия. Кроме того, значительную долю их армии составляли наёмники и солдаты из местного негреческого населения, служившие вместе с этническими греками и македонянами. Этих греков и македонян в армии Селевкидов было относительно немного, что объяснялось удалённостью их империи от Греции и Македонии.

## Набор в армию
Империя Селевкидов была удалена от Греции и Македонии, что накладывало существенные ограничения на армию. Ключевым элементом этой армии всегда были этнические греки и македоняне, численность которых в государстве Селевкидов была сильно ограничена. Стремясь увеличить численность проживающих в государстве этнических греков, Селевкиды создавали военные поселения — клерухии. Выделяется два основных периода, когда создание таких поселений шло наиболее активно: в первый раз это произошло при Селевке I Никаторе и Антиохе I Сотере, во второй раз — при Антиохе IV Эпифане. Этническим грекам и македонянам, селившимся в клерухиях, давали землю в обмен на службу в войске, причём «размеры участков варьировались в зависимости от воинского звания и рода войск». Сами клерухии представляли собой «поселения городского типа, при определённых условиях им даже мог быть дан статус полиса». Мы называем эти поселения клерухиями, однако этот термин употреблялся только в Египте Птолемеев, в государстве Селевкидов такие военные поселения назывались «катойики». Поселенцы, которым в обмен на военную службу выдавалась земля, могли распоряжаться этой землёй как собственной, но обязаны были взяться за оружие при первой же необходимости. Большинство таких поселений-катойек находилось в Лидии, северной Сирии, в верхнем течении Евфрата и в Мидии. В Лидии, Фригии и Сирии греки были преобладающей этнической группой. Антиох III Великий привлекал в своё государство греков с островов Эвбея и Крит, а также из Этолии, и селил их в Антиохии-на-Оронте.
Поселенцы — этнические греки и македоняне — служили в селевкидской пехоте (в частности, именно из них формировали фаланги) и кавалерии, также из них формировалась царская гвардия. Остальная часть армии набиралась путём призыва из местного негреческого населения. Значительную долю в войске составляли наёмники, из которых формировались легковооружённые вспомогательные отряды. Однако ко времени известного нам военного парада в Антиохии-на-Оронте (166 год до н. э.) в армии Антиоха IV численность набранных из местного населения подразделений сильно уменьшилась. Скорее всего, это произошло из-за военной реформы, проведённой Антиохом IV. В период своего правления Антиох IV основал 15 новых городов, и «их связь с возросшей численностью фаланг, которую мы видим на параде в Антиохии-на-Оронте, слишком очевидна, чтобы можно было её игнорировать».

## Пехота

### Аргираспиды («серебряные щиты»)
Основным пехотным подразделением, выполнявшим функцию гвардии, в армии Селевкидов были аргираспиды, или «серебряные щиты». Это подразделение существовало постоянно, в том числе и в мирное время, и формировалось из этнических греков и македонян — обитателей военных поселений-катойек. Аргираспиды вооружались по македонскому образцу (в частности, их оружием была сариса) и сражались в составе фаланги, как и пехота других эллинистических государств того времени. Скорее всего, численность аргираспидов составляла около 10 тыс. человек, набиравшихся из всех сатрапий империи, но главным образом из таких регионов, как Сирия и Месопотамия, — эти провинции были центром государства Селевкидов, и в них плотность греческого населения была наибольшей.

### «Романизированные» пехотные части
В 166 году до н. э., в ходе военного парада в Антиохии-на-Оронте, участвовавшие в нём подразделения аргираспидов насчитывали только 5 тыс. человек. Остальные 5 тыс. из предполагаемых десяти были обмундированы и вооружены по римскому образцу, и источники явно указывают нам на элитный характер этих «романизированных» частей. Возможно, что те 5 тыс. солдат, которых на этом параде недоставало аргираспидам, и были теми 5 тыс. в маршировавшем рядом с ними «романизированном» подразделении. Обучение части царской гвардии по «римским» образцам, очевидно, диктовалось рядом причин. Во-первых, Антиох IV «в молодости прожил некоторое время в Риме и вынес из этого периода своей жизни восхищение силой и методами римской армии». Во-вторых, те войны, которые, с его точки зрения, ожидали империю Селевкидов, с большой вероятностью должны были разворачиваться на восточных границах страны, против мобильного противника и на обширных незаселённых пространствах. Обучение солдат по римскому образцу могло повысить общую эффективность армии и сделать её более манёвренной. И действительно, «романизированные» подразделения хорошо показали себя в битве при Бет-Зехарии (162 год до н. э., эпизод Маккавейских войн). В третьих, поражение Антигонидов в битве при Пидне (168 год до н. э.) показало практическую бесполезность традиционной македонской тактики и стратегии при столкновении с римскими легионами.
Существует предположение, что то, что «романизированные» отряды маршировали на параде в Антиохии впереди всех остальных, говорит о намерении Антиоха IV реформировать всю селевкидскую армию по римскому образцу, хотя имела ли место впоследствии такая всеобъемлющая реформа — неизвестно. Мы не знаем, в какой мере в армии Селевкидов были адаптированы римские методы и тактики. Ряд учёных предполагает, что селевкидская пехота на самом деле состояла из туреофоров и торакитов — воинов, вооружённых овальными щитами кельтского происхождения, пиками и метательными копьями.

### Хрисаспиды («золотые щиты») и халкаспиды («бронзовые щиты»)
Большинство пехотинцев в армии Селевкидов, использовавшихся для построения фаланги, скорее всего, входили в два подразделения, упоминающихся в описании парада в Антиохии-на-Оронте 166 года до н. э., эти подразделения обозначены терминами хрисаспиды («золотые щиты», 10000 воинов) и халкаспиды («бронзовые щиты», 5000 воинов). О них известно мало, хотя они могли также участвовать в битве при Бет-Зехарии в 162 году до н. э.

### Гражданская милиция
В государстве Селевкидов (по крайней мере в Сирии) существовало гражданское ополчение — милиция. В милицию набирались этнические греки из городов, в регулярную армию эти подразделения не входили. Мы не видим свидетельств того, чтобы милиция — по крайней мере, до наступления общего упадка Селевкидской империи во второй половине II века до н. э. — участвовала в крупных военных операциях. Однако ко второй половине II века до н. э. большинство селевкидских военных поселений были захвачены Пергамским царством и Парфией. В описании битвы при Азотосе (148 год до н. э., эпизод Маккавейских войн) армия Селевкидов была обозначена как «сила городов», возможно, это объяснялось тем, что в неё были мобилизованы значительные ополчения — милиция из приморских городов. Граждане Антиохии-на-Оронте сыграли решающую роль в свержении Деметрия II Никатора, который, дорвавшись до трона, решил распустить большую часть регулярной армии и существенно сократить её финансирование. Вместо регулярной армии этот царь опирался на наёмников-греков, в основном критского происхождения, почему его правление и получило название «Критской тирании». Вскоре после этих событий большинство гражданского ополчения было уничтожено в результате поражения Антиоха VII Сидета в катастрофической для него и государства в целом Парфянской войне 129 года до н. э. Милиция в государстве Селевкидов была, скорее всего, вооружена так же, как туреофоры, и на поле боя тоже выполняла аналогичные функции.

### Войска союзников и вассалов, наёмники (пехота)
Из-за недостатка этнических греков и македонян на землях Селевкидской империи её правители вынуждены были активно прибегать к использованию в своей армии многочисленных солдат из союзных и вассальных племён или государственных образований, а также наёмников. Из этих солдат, как правило, формировались легковооружённые и вспомогательные отряды, призванные поддерживать фалангу и кавалерию. Так, в битве при Рафии в 217 году до н. э. на стороне Селевкидов участвовало большое число солдат негреческого происхождения. Среди них было 10 тыс. пехотинцев-арабов, 5 тыс. дахов (ираноязычное племя с восточного берега Каспийского моря), керманийцев (ираноязычные жители нынешнего остана Керман, юго-восток Ирана) и жителей Киликии (юго-восток Малой Азии). Селевкиды активно пользовались этническими формированиями — как состоящими из наёмников, так и предоставленными вассальными по отношению к их империи племенами. В армии Селевкидов служили фракийские наёмники, мисийцы, киликийцы, ликийцы, вассалы из горных районов империи (Антиох III использовал их наряду с обычными торакитами при переходе через Эльбурс в 210 году до н. э.). Персидские и иранские подразделения отличались более высоким профессионализмом по сравнению с другими этническими подразделениями, нёсшими гарнизонную службу на всех территориях империи. В описании парада в Антиохии-на-Оронте 166 года до н. э. отсутствуют указания на многочисленные этнические (союзные и вассальные) подразделения. Надёжность, полезность и эффективность таких подразделений в бою часто ставилась современниками под сомнение. Так, именно этнические подразделения были, с точки зрения Аппиана, причиной поражения Селевкидов в битве при Магнезии в 190 году до н. э. Отсутствие вспомогательных подразделений в армии Антиоха IV могло в определённой мере способствовать её более высоким боевым качествам, так как этнические (вассальные и союзные) подразделения были заменены наёмниками, чьи профессионализм и боевые качества были значительно выше. Фракийские и галатские (кельтские) наёмники показали свою полезность в кампаниях, разворачивавшихся в гористых местностях. Так, доспехи и вооружение типичного фракийского наёмника делали его более мобильным и лучше приспособленным к рукопашному бою по сравнению с фалангитом.

## Кавалерия
В отличие от расположенных западнее эллинистических государств и Рима, в армиях которых доминировала пехота, в государстве Селевкидов «на широких пространствах Востока с его развитым коневодством кавалерия играла значительно большую роль». Ключевыми характеристиками кавалерии в данном случае были скорость и мобильность, именно эти её качества успешно использовали парфяне и жители Греко-Бактрийского царства. Парфянский метод ведения войны предполагал активное использование тяжеловооружённой кавалерии — катафрактариев — и конных лучников, применявших тактику «ударил-убежал». «Восточный» стиль использования кавалерии в бою особенно глубоко повлиял на селевкидское военное дело в правление Антиоха III Великого, который вооружил свою тяжёлую кавалерию по парфянскому образцу.
Однако, к несчастью для Селевкидов, их основные противники — Птолемеевский Египет и Рим — в своих армиях делали основной упор на хорошо вооружённую и обученную пехоту, поэтому переоценка кавалерии привела к не слишком хорошим результатам.
Антиох III был непревзойдён в своём умении использовать кавалерию, его нападение на Тапурию (нынешний Табаристан, на южном берегу Каспийского моря) в 208 году до н. э., описанное Полибием, могло бы «войти в учебники военного дела как пример того, как нужно управляться с кавалерией на поле боя». Однако Антиох III не уделял такого же внимания пехоте, будь она греческой или римской. В 190 году до н. э., в битве при Магнезии он потерпел поражение именно из-за недостаточного внимания к фаланге и неправильному использованию кавалерии.
Кавалерию Селевкидов в период после появления катафрактариев можно разделить на несколько классов. Во-первых, это тяжёлая кавалерия, делящаяся в свою очередь на катафрактариев (защищены тяжёлой бронёй) и афрактов (лишены брони). Афракты, в свою очередь, делились на две группы: конные копейщики и «налётчиков». Конные копейщики были в селевкидской армии и до появления катафрактариев — в этот период именно они выполняли все функции тяжёлой кавалерии. Они известны под разными названиями: доратофоры, сарисафоры («вооружённые сарисами»), контофоры, ксистофоры, лонхофоры. Ксистофоры и лонхофоры упоминаются в качестве отдельных подразделений у Тита Квинкция Фламинина при описании его диалога с представителями Ахейского союза. Лёгкая кавалерия использовалась для нападения из засады, в этом роду войск часто использовалась «тарентинская» (заимствованная у греков из Тарентума, нынешний Таранто) стратегия, также часто в лёгкую кавалерию набирались воины восточного происхождения.
В армии Селевкидов использовались также слоны.

### Агема, гетайры, низийцы
Одновременно с пешей царской гвардией в армии Селевкидов существовали также два конных гвардейских подразделения, каждое численностью в 1 тыс. воинов. Они назывались агема («гвардия») и гетайры («компаньоны») соответственно. Гетайры набирались из молодых жителей военных поселений (то есть из этнических греков и македонян) и выполняли функцию конной гвардии, как в военное, так и в мирное время. Однако у современных исследователей создаётся впечатление, что античные писатели обозначали гетайров несколькими независимыми терминами, такими как «басилике иле» («царский эскадрон» или «regia ala» у Тита Ливия) и «гиппос гетайрике» («конные компаньоны»). Израильский историк Бецалель Бар-Кохба предполагает, что эти названия дополняли друг друга, складываясь в полное наименование: «царский эскадрон компаньонов». Агема, в свою очередь, «набиралась из мидийцев, подвергавшихся строгому отбору, призыв осуществлялся в пределах одного региона». И агема, и гетайры могли сопровождать царя во время сражения, а также объединяться в подразделение численностью 2 тыс. человек. И агема, и гетайры были вооружены ксистоном (длинным кавалерийским копьём, аналогичным пехотной сарисе). Воины обоих подразделений были защищены кирасами и шлемами. Впоследствии доспехи гетайров стали похожи на доспехи катафрактариев, но всё же оставались более лёгкими. Что же касается агемы, её средства защиты практически перестали отличаться от брони катафрактариев. Также подобно катафрактариям было вооружение и доспехи низийской конницы, набиравшейся из иранского населения империи.

### Эпилекты
В описании уже упомянутого выше военного парада в Антиохии-на-Оронте упоминаются также некие «избранные», эпилекты, — конное подразделение численностью в 1 тыс. воинов. Эти эпилекты, скорее всего, набирались из числа жителей города Лариссы (нынешний Шайзар, Сирия), основанного колонистами из города с таким же названием, расположенного в Греции. После завоевания парфянами Мидии, из которой до того Селевкиды набирали агему, селевкидский царь Александр I заменил агему, которую теперь негде было набирать, эпилектами.

### Катафрактарии
Несмотря на все достоинства кавалерии на поле боя, Селевкиды всё же сталкивались с рядом связанных с кавалерией проблем. Ксистон — кавалерийское копьё — оставался слишком коротким и не мог конкурировать с пехотной сарисой. Вес доспехов кавалериста ограничивал его подвижность, однако стоило пожертвовать щитом — и всадник и конь становились более уязвимыми. Эти проблемы были решены после похода Антиоха III в восточные сатрапии империи в 210—206 годах до н. э. Именно в это время Антиох III познакомился с кавалерией парфян, у которых и всадник, и конь были защищены чешуйчатым доспехом, а основным оружием кавалериста был контос — длинное копьё, превосходившее длиной классический ксистон. Контос был «почти равен по длине пехотной сарисе». У катафрактариев было много преимуществ. Во-первых, их броня защищала от стрел и метательных копий, а также от простых копий и пик. Во-вторых, контос благодаря своей длине позволял катафрактарию не подпустить противника на необходимое для удара расстояние, и, следовательно, контос делал возможным поразить противника прежде, чем тот сможет поразить катафрактария. Так, селевкидские катафрактарии в битве при Паниуме (200 год до н. э., эпизод Сирийских войн) могли без ущерба для себя поражать египетских кавалеристов и фалангитов. Однако, несмотря на эти преимущества, использование катафрактариев было всё равно сопряжено с определёнными проблемами. Как и фаланга, катафрактарии были уязвимы в случае атаки с флангов, чем в ряде случаев пользовалась пехота противника. Кроме того, схватившись за длинное древко контоса, неприятельский пехотинец мог свалить катафрактария на землю. Для решения этих проблем Селевкиды использовали дополнительные кавалерийские части, чтобы прикрывать катафрактариев с флангов.
Хотя катафрактарии Селевкидов были, скорее всего, греками или персами, Тит Ливий, описывая битву при Магнезии, упоминает 3000 кавалеристов «одетых в кольчуги и называемых катафрактариями, стоящих рядом с пехотинцами-галатами». Аппиан, описывая катафрактариев, также приписывает им галатское (кельтское) происхождение.

### «Политикой»
Наряду с формировавшейся из гражданского населения пешей милицией в государстве Селевкидов также существовала конная милиция, набиравшаяся из жителей городов и называвшаяся «политикой». Эта кавалерия состояла из самых богатых городских жителей, на которых не распространялся статус «македонцев». Такая набираемая из граждан кавалерия участвовала в параде в Антиохии-на-Оронте и, скорее всего, участвовавшие в параде формирования были набраны из той же Антиохии, а не из других городов Средиземноморского побережья. Скорее всего, «политикой» не разделялись на полки, представляя собой группы отдельных эскадронов, каждый эскадрон имел свои доспехи и оружие.

### Тарентская кавалерия
Селевкиды использовали тарентскую конницу либо в качестве наемников, либо, что более вероятно, обучали свою конницу «тарентской тактике». Эта кавалерия участвовали в битве при Паниуме и в битве при Магнезии.

### Использование верблюдов
В источниках говорится, что во время битвы при Магнезии Селевкиды использовали кавалерию на одногорбых верблюдах, однако её малая численность (всего 500 воинов) позволяет предположить, что эти части не были регулярными. Если верить Ксенофонту, запах одногорбых верблюдов отпугивает лошадей.

### Союзники, вассалы и наёмники (кавалерия)
В армии Селевкидов было несколько типов кавалерии, набиравшейся из союзных и вассальных племён, также присутствовали кавалеристы-наёмники. Так, в битве при Магнезии Антиох III вывел на поле боя конных лучников из племени дахов, кавалеристов-галатов (кельтов) и арабских лучников, передвигавшихся верхом на одногорбых верблюдах.

## Упадок
Несмотря на многочисленные преимущества, которыми обладала империя Селевкидов на пике своего могущества, это государство довольно быстро вступило в полосу упадка, в особенности из-за многочисленных династических войн между претендентами на престол. Римляне, особенно после смерти Антиоха IV, поддерживали тех претендентов, которых считали достаточно слабыми и не представляющими угрозы для Рима. Так, римский сенат поддержал молодого (умер в 11 лет) и слабого Антиоха V Евпатора, действуя против Деметрия (будущего Деметрия I Сотера), который в то время находился в Риме в качестве заложника. Когда же Деметрий пришёл к власти, Рим начал поддерживать противостоявших ему претендентов, например будущего царя Александра I Баласа, и различных мятежников, в том числе иудейского царя Иоанна Гиркана I. Ослабление империи Селевкидов и гражданская война привели к тому, что восточные сатрапии этого государства были захвачены парфянами. Антиох VII Сидет предпринял поход против парфян, который начался для Селевкидов успешно, но закончился поражением и гибелью Антиоха VII. В результате империя Селевкидов потеряла ряд восточных сатрапий, которые были источниками важнейших экономических и людских ресурсов. К началу I века до н. э. государство Селевкидов всё ещё сотрясала гражданская война между различными ветвями Селевкидской династии. Потеря людских ресурсов и политическая нестабильность привели к тому, что армия Селевкидов стала всё больше зависеть от наёмников и гражданской милиции, потеряв способность выводить на поле боя «классическую» фалангу, как ранее в сражениях при Рафии, при Паниуме и при Магнезии.